# Các nhà thờ vùng núi Troodos
Các nhà thờ vùng núi Troodos là một Di sản thế giới của UNESCO nằm ở vùng núi Troodos, trung tâm của đảo Síp. Di sản này bao gồm 10 nhà thờ Byzantine và tu viện có sự đa dạng về nghệ thuật trang trí Byzantine và các bức tranh tường hậu Byzantine. Các nhà thờ và tu viện được UNESCO công nhận bao gồm: 
- Ayios Nikolaos tis Steyis (Mái nhà thờ Saint Nicholas) tại thị trấn Kakopetria.
- Ayios Ionannis Lampadistis (Saint John Lampadistis) tại Kalopanayiotis
- Panagia Phorbiotissa (hoặc Asinou) tại Nikitari
- Panagia tou Arakou tại Lagoudhera
- Panagia tou Moutoulla tại Moutoullas
- Timios Stavros tại Pelendri
- Panagia Podhithou (Nhà thờ Đức Mẹ Đồng trinh Podithou) tại Galata
- Stavros Ayiasmati (Nhà thờ Thánh giá Ayiasmati) tại Platanistasa
- Metamorfosis tou Sotiros tại Palaichori

Ban đầu, 9 trong số các nhà thờ này đã được chỉ định là di sản thế giới của UNESCO vào năm 1985, sau đó nhà thờ tại Palaichori được thêm vào danh sách trong năm 2001. Nhà thờ Panagia Chrysokourdaliotissa tại Kourdali, Spilia đã được đệ trình như một phần mở rộng trong năm 2002 và hiện đang nằm trong Danh sách dự kiến của UNESCO.

## Hình ảnh

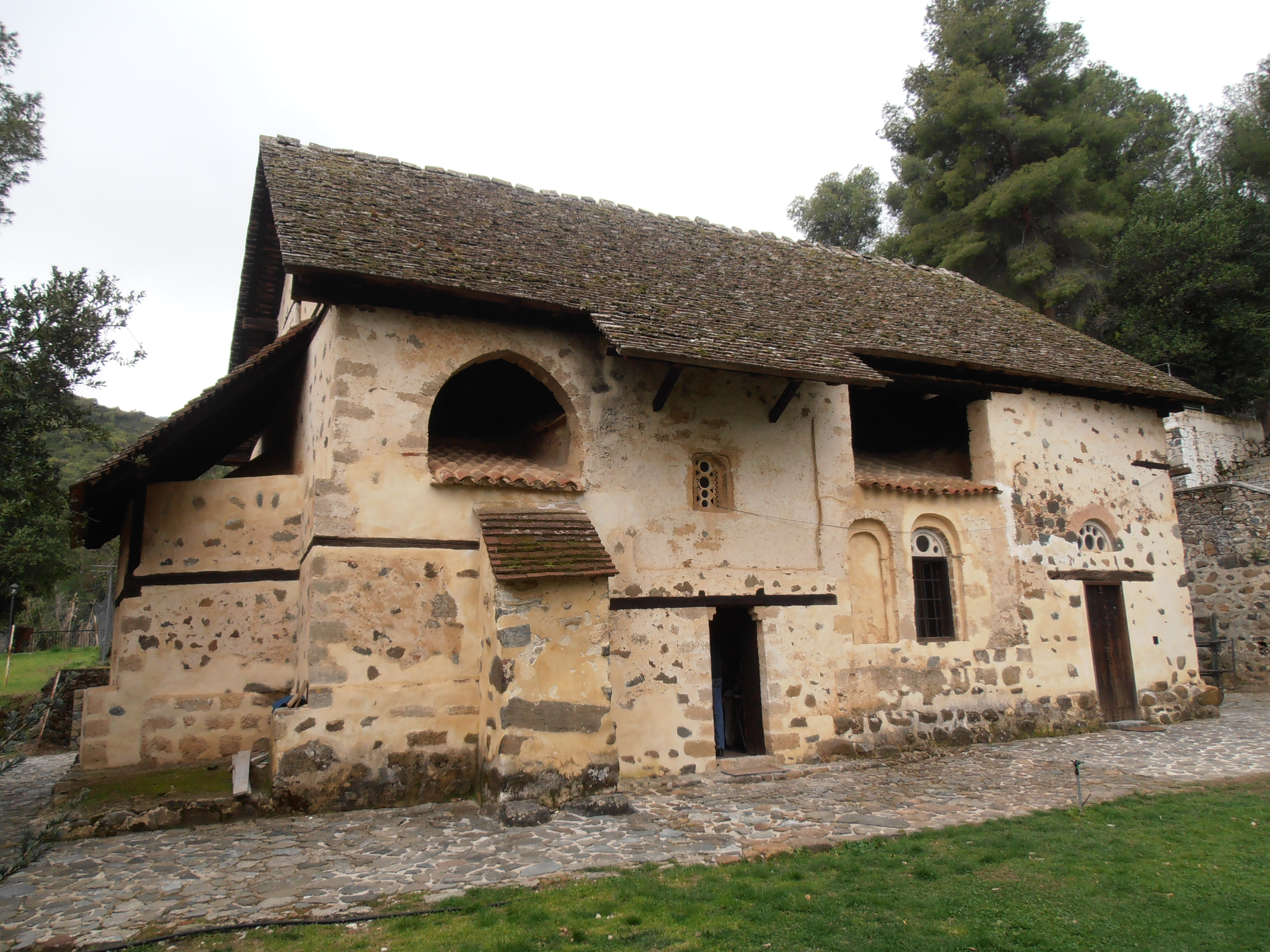
Ayios Nikolaos tis Steyis
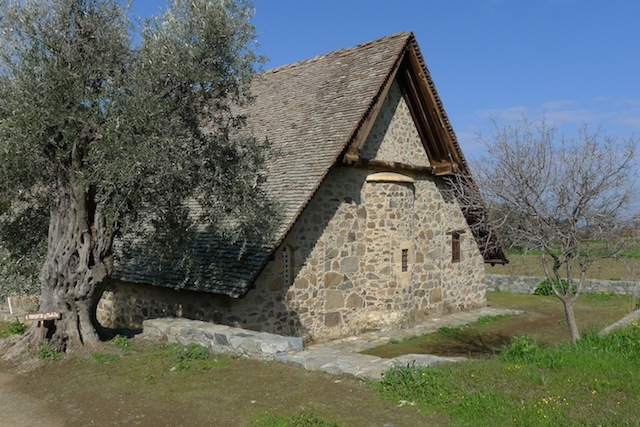
Panagia Podithou
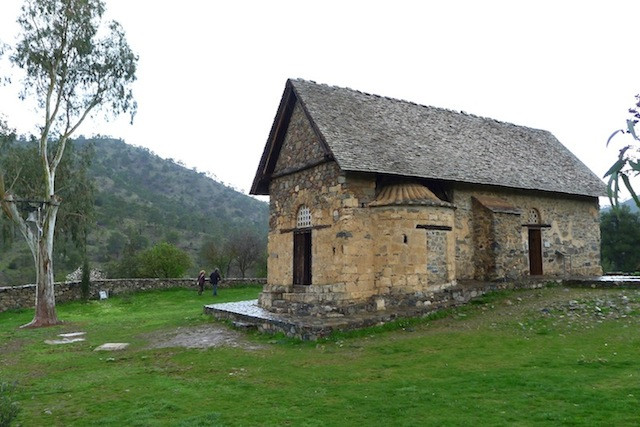
Panagia Phorbiotissa
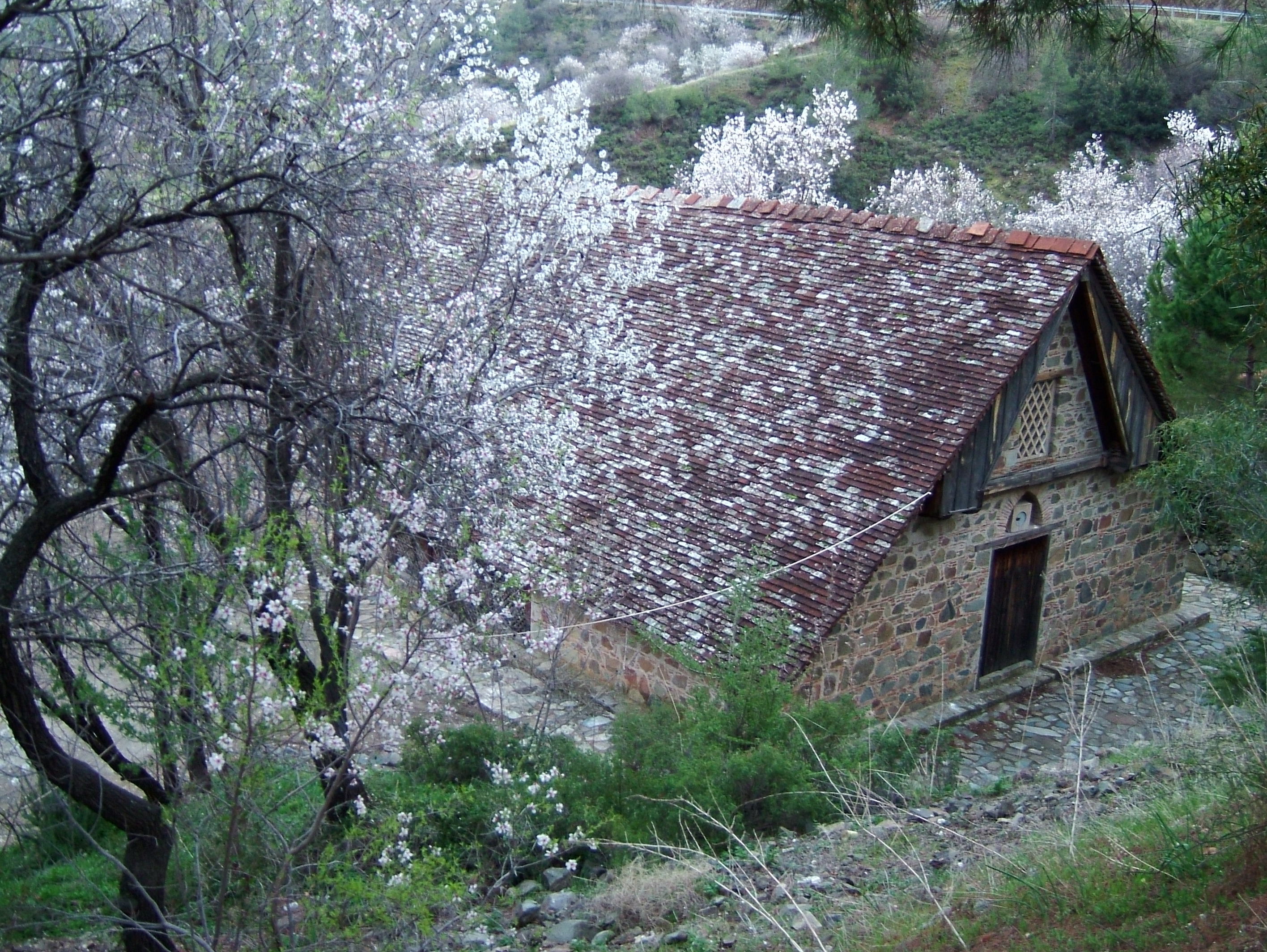
Stavros tou Agiasmati
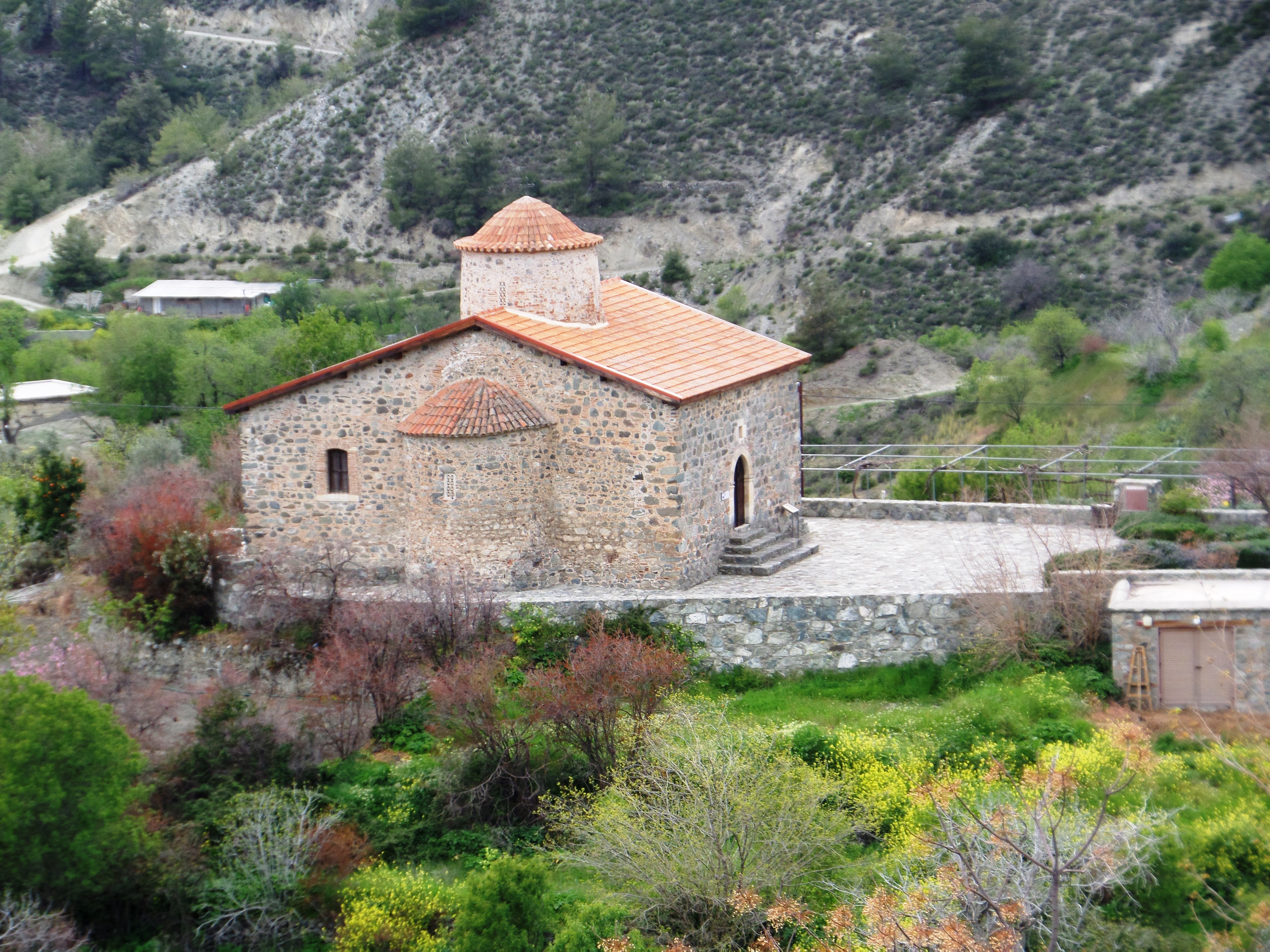
Timios Stavros ở Pelendri
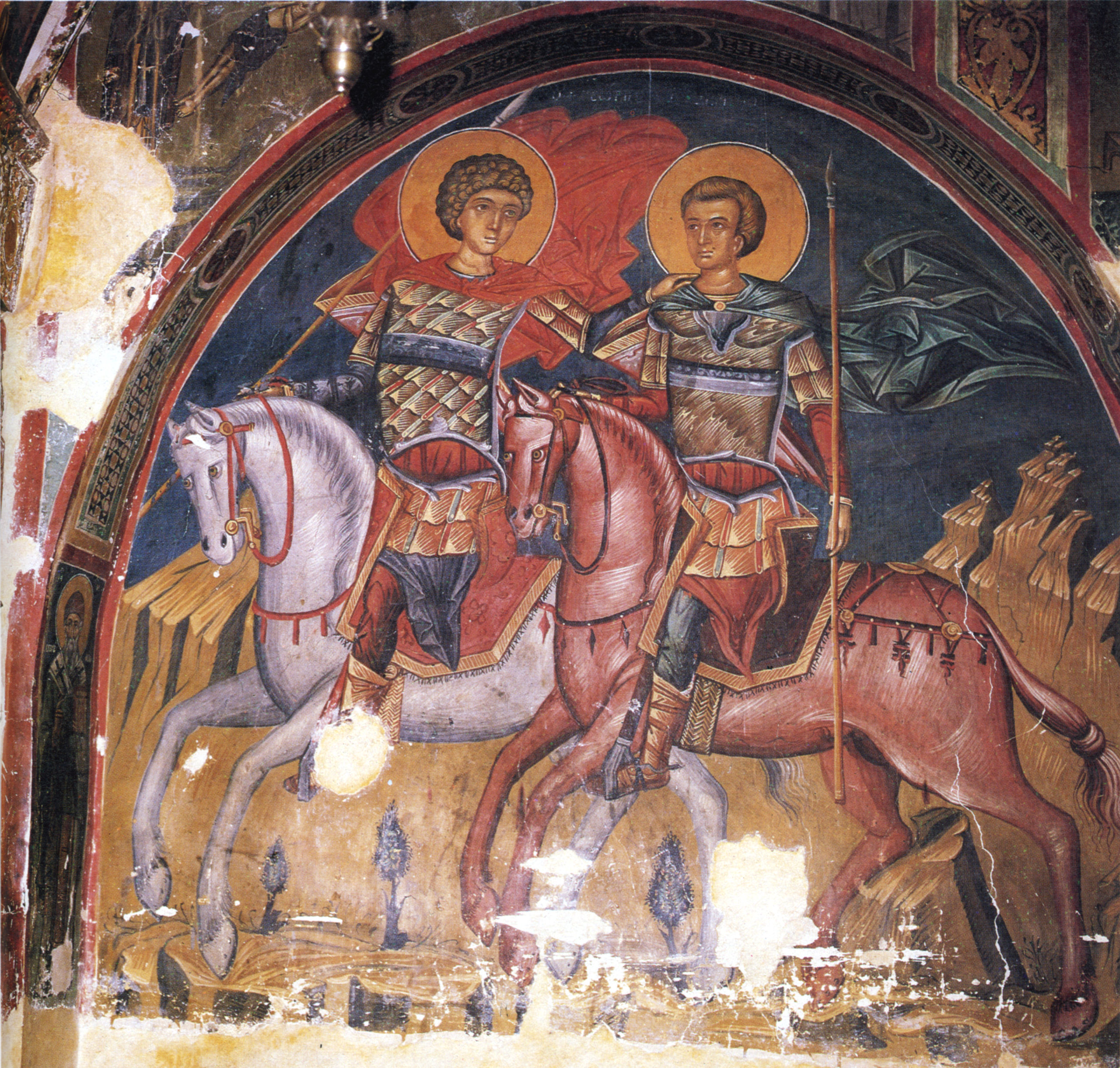
Bức tranh tường của Tou Soteros ở Palaichori
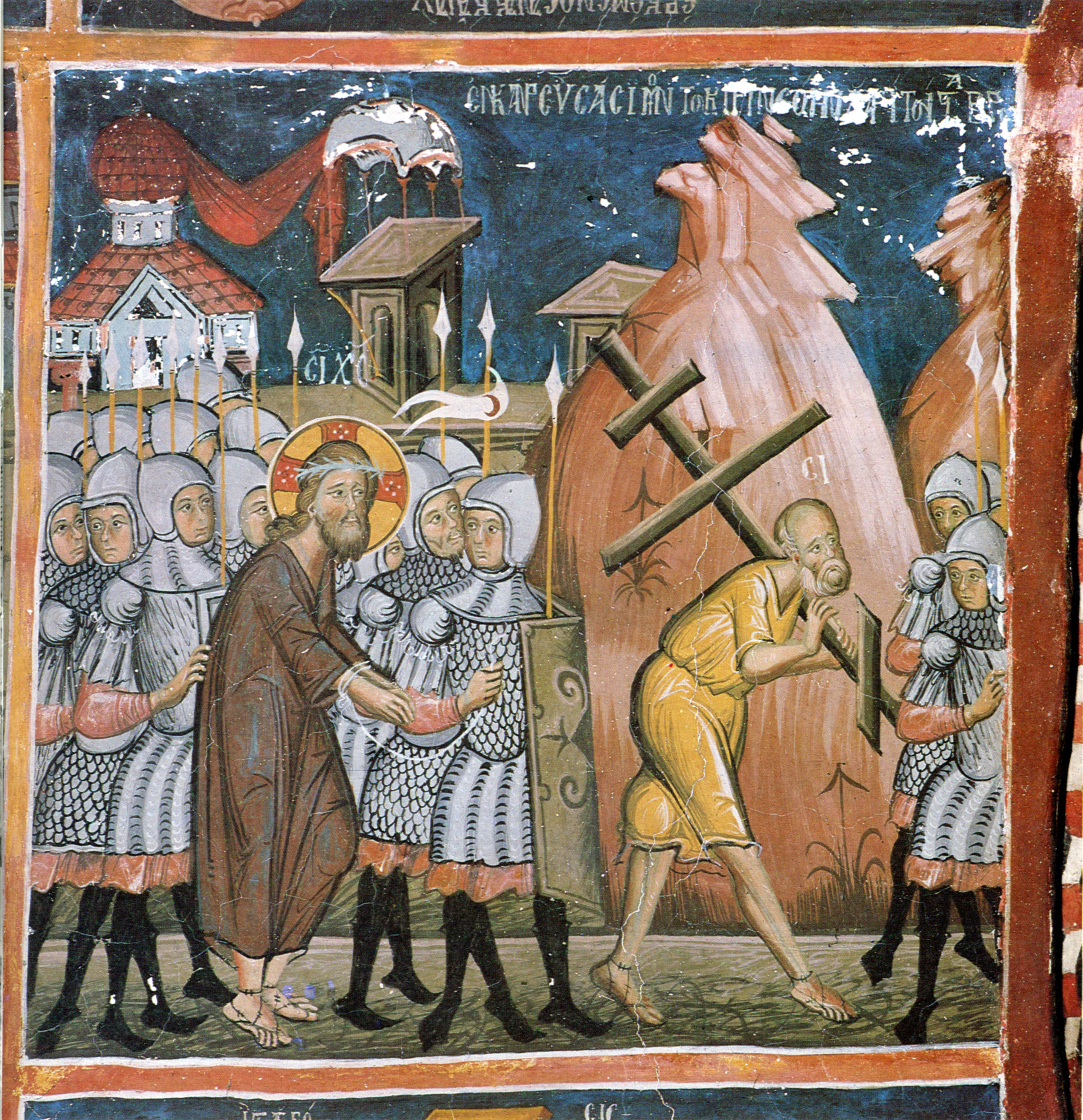
Bức tranh tường về Chúa tại Agios Ioannis Lampadistis ở Kalopanagiotis
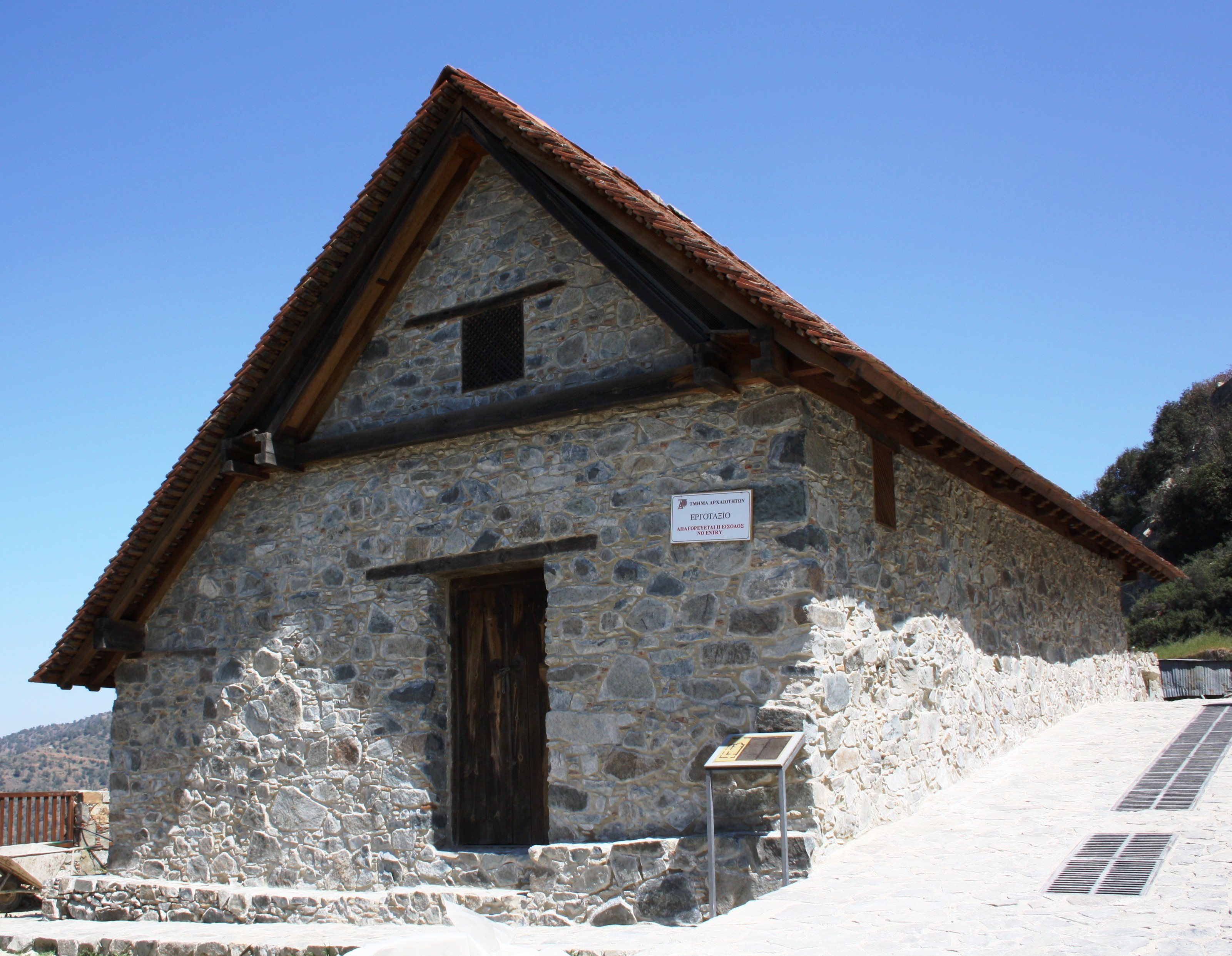
Nhà thờ Panagia tou Moutoulla ở Moutoullas
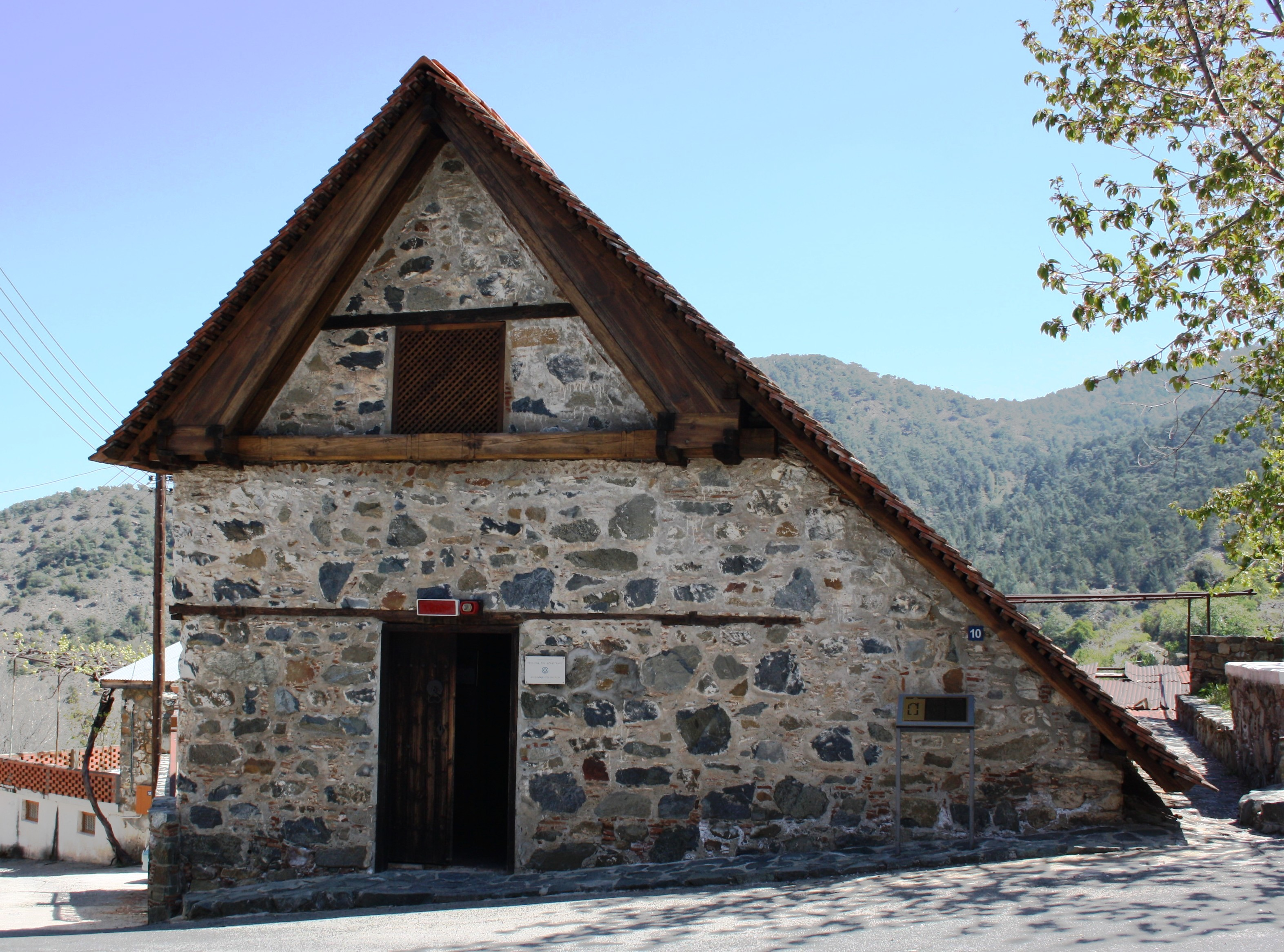
Archangelos Michael ở Pedoulas
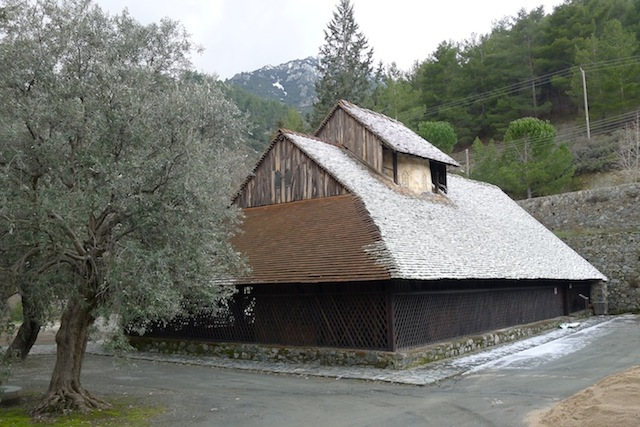
Panagia tou Arakos ở Lagoudera